# Neptosternus latissimus
Neptosternus latissimus är en skalbaggsart som beskrevs av Balke, Hendrich och C. M. Yang 1997. Neptosternus latissimus ingår i släktet Neptosternus och familjen dykare. Inga underarter finns listade i Catalogue of Life.